# Carletonov napad
Carletonov napad je bil britanski napad, ki ga je vodil major Christopher Carleton med ameriško vojno za neodvisnost. Začel se je jeseni 1778 iz province Quebec proti ciljem v severnem delu Provinca New York.

## Uvod
24. oktobra 1778, ko je bil sneg že na tleh, a preden je Champlainovo jezero zamrznilo, je flota ladij zapustila Ile aux Noix in se odpravila proti južnemu delu Champlainovega jezera. Ladje so bile HMS Carleton in  HMS Maria, obe sta se borili v bitki pri Valcour Islandu leta 1766.

Predlagam, da pošljem ugledno skupino, ki jo bodo pokrivale nekatere ladje in topnjače, in da bo odhod čim poznejši, saj bo škoda, ki jo bo takrat povzročila sovražniku, nepopravljiva v tej sezoni.

Frederick Haldimand, Generalni guverner Kanade
Ladje sta podpirali dve topnjači in veliko bateaujev (vrsta čolnov). Sila je obsegala 454 mož. Sile britanske vojske so sestavljali redni vojaki iz 29., 31., 53. pehotnega polka in kraljevega topništva, ki so jih podpirali lojalisti iz kraljevega polka New Yorka, hessenski jägerji in približno 100 indijanskih zaveznikov. Sile je vodil major Christopher Carleton iz 29. pehotnega polka.

## Napadi
Flota se je 6. novembra 1778 premaknila po jezeru do približno Crown Pointa, New York kjer so se izkrcali napadalci, da bi napadli Reymondov mlin na Beaver Creeku ter Middlebury in New Haven, Vermont na Otter Creeku. Flota se je nato 7. novembra premaknila v Buttonmold Bay, kjer so bile poslane dodatne napadalne skupine, da bi napadle vojaške zaloge in smodnik, mesto Monkton, Vermont]], in Moorejev mlin blizu Shoreham, Vermont, zbirališče za Green Mountain Boys. Pri Moorejevem mlinu je napadalna skupina naletela na skupino lokalne milice, in prišlo je do 20-minutnega spopada, preden se je lokalna milica umaknila. Med tem bojem je bil ranjen en britanski vojak; ameriške žrtve so neznane.
Ko se je sila 14. novembra vrnila na Ile aux Noix, je major Carleton poročal, da je napad uničil dovolj zalog za 12.000 mož za štirimesečno kampanjo. To je vključevalo 1 žago, 1 mlin za moko, 47 hiš, 48 skednjev, 28 kupov pšenice in 75 kupov sena. Ujetih je bilo več kot 80 glav goveda, ki so jih pripeljali nazaj v Quebec. Devetintrideset ujetnikov je bilo odpeljanih v Saint-Jean-sur-Richelieu in štirideset v Quebec City po kopnem skozi severni Vermont s strani Indijancev. Edine enote kontinentalna vojske na tem območju so bili Whitcomb's Rangers v Rutlandu, Vermont in Seth Warnerovi Green Mountain Boys v Fort Edwardu, New York. Ameriške sile so pričakovale napad, vendar je bil napad tako pozno v letu, da so se skoraj vse sile umaknile v zimske četrti in niso bile v položaju, da bi napad ustavile.
Britanske izgube med napadom so bile 1 moški, ubit zaradi padajočega drevesa, 1 bateau, izgubljen s 17 moškimi na jezeru med povratnim potovanjem na Ile aux Noix in 1 ranjen v boju pri Moorejevem mlinu. Napadu so leta 1780 sledili številni napadi, imenovani Požig dolin, pri čemer je major Carleton ponovno vodil sile po Champlainovem jezeru, medtem ko je Sir John Johnson vodil sile v Mohawk Valley in Schoharie Valley, poročnik Houghton pa je vodil napad proti Connecticut reki v napadu na Royalton.

## Notes
1. ↑  Kar je vključevalo ozemlja v današnji zvezni državi Vermont